# Вайнштейни
Вайнштейни (Вейнштейни) — родина українських підприємців єврейського походження. Бере початок з 2-ї половини 17 ст. Впродовж 19 – на початку 20 ст. відомі щонайменше 8 представників сім'ї з прізвищами Вейнштейн і Вайнштейн, котрі займалися промисловою діяльністю. У 1844 році Еммануїл Вейнштейн заснував у Херсоні підприємство. Воно було зареєстровано у якості торгового дому «Емануїл Вейнштейн з синами». У 1859 році батько і син Вейнштейни заснували у Херсоні паровий млин (один із перших у Новослобідському козацькому полку). Але найбільш відомим став син Еммануїла інженер-технолог Григорій Еммануїлович Вейнштейн, який у Одесі керував потужним паровим млином на вул. Чорноморського козацтва, 20, який був заснований у 1868 році. Григорій Еммануїлович Вейнштейн був не лише підприємцем, але й відомим технічним спеціалістом у 1882 році він був прийнятий у ОВІРТТ, наприкінці 1890-х років Г. Е. Вейнштейн він був головою хімічного і членом фабрично-заводського відділів ОВІРТТ, також на ділянці млина він відкрив школу доктора Гольда і побудував будівлю першого у Російській імперії Мукомельного училища. Г. Є. Вейнштейн був членом постійної комісії ОВІРТТ по технічній освіті. Наприкінці 1890-х років для Г. Е. Вейнштейна був побудований мальовничий особняк яким, він володів зовсім нетривалий час. Серед синів Емануїла Вейнштейна слід особливо вирізнити кандидата права Новоросійського університету (Одеса) М. Вейнштейна, який допомагав батькові вести справи товариства, а також самостійно займався виробництвом різного роду мастил. Підприємцями були й далекі інші представники родини з прізвищем Вайнштейн: міщанин А. Вайнштейн займався пивоварінням, а купець Б. Вайнштейн — виготовленням тютюну для куріння (Київська губернія), жінка купця Р. Вайнштейн — виготовленням графинів, склянок, чарок та пляшок (на Волині), Мирон Вайнштейн — машинобудуванням (на Катеринославщині).